# スマイル (ケイティ・ペリーのアルバム)
『スマイル』（英: Smile）は、アメリカ合衆国のシンガー・ソングライター、ケイティ・ペリーの6枚目のスタジオ・アルバム。

## 概要
前作のウィットネスから3年後の2020年8月28日にキャピトル・レコードからリリースされた。
ミュージック・レビュー・サイト「Mikiki」のインタビューにおいては、本作について次のように答えている。
「今回のアルバムのタイトルは『Smile』。“Smile”という表題曲が収録されていて、〈笑顔を取り戻そう〉というのがテーマ。しばらくの間、私は笑えなくなっていたから、笑顔を取り戻すための旅に出て、自分の真価を理解しなくてはならなかったの。その過程で、思いがけず世界がこんな状況になり、恐らくたくさんの人が笑顔を失ってしまった。常にマスクを着けていなきゃならなくて、人が笑っているかどうかもわからない。最近は笑顔が見られると、いっそう素敵だと感じてしまうから、Smileにしたかったの」。

## 収録曲
| #         | タイトル                                   | 作詞      | 作曲・編曲 | 原題                     | 時間 |
| --------- | ------------------------------------------ | --------- | ---------- | ------------------------ | ---- |
| 1.        | 「ネヴァー・リアリー・オーヴァー」         |           |            | Never Really Over        | 3:43 |
| 2.        | 「クライ・アバウト・イット・レイター」     |           |            | Cry About It Later       | 3:09 |
| 3.        | 「ティアリー・アイズ」                     |           |            | Teary Eyes               | 3:02 |
| 4.        | 「デイジーズ」                             |           |            | Daisies                  | 2:54 |
| 5.        | 「レジリエント」                           |           |            | Resilient                | 3:07 |
| 6.        | 「ノット・ジ・エンド・オブ・ザ・ワールド」 |           |            | Not The End Of The World | 2:58 |
| 7.        | 「スマイル」                               |           |            | Smile                    | 2:46 |
| 8.        | 「シャンペン・プロブレムズ」               |           |            | Champagne Problems       | 3:16 |
| 9.        | 「タックド」                               |           |            | Tucked                   | 3:07 |
| 10.       | 「ハーレーズ・イン・ハワイ」               |           |            | Harleys In Hawaii        | 3:05 |
| 11.       | 「オンリー・ラヴ」                         |           |            | Only Love                | 3:08 |
| 12.       | 「ホワット・メイクス・ア・ウーマン」       |           |            | What Makes A Woman       | 2:11 |
| 合計時間: | 合計時間:                                  | 合計時間: | 36:36      |                          |      |